# Franz Xaver Leonhard (Politiker, 1812)
Franz Xaver Leonhard (* 21. März 1812 in Biberach; † 22. November 1882 ebenda) war Pädagoge, katholischer Geistlicher und Mitglied des Deutschen Reichstags.

## Leben
Leonhard besuchte das Landesgymnasium in Rottweil und die Universität Tübingen, die Sorbonne und Collège de France in Paris und die Universität Berlin. Er war als Lehrer an der Lateinschule in Biberach, dem Königlichen Gymnasium in Rottweil und Ellwangen, übernahm aber von 1863 bis 1869 die Pfarrstelle auf dem Bussen. Ab 1869 war er Gymnasialrektor in Ellwangen und von 1876 bis zu seinem Tode Landtagsabgeordneter in Württemberg. 1872 wurde er mit dem Ritterkreuz 1. Klasse des Friedrichsordens ausgezeichnet.
Von 1877 bis 1881 war er Mitglied des Deutschen Reichstags für den Wahlkreis Württemberg 13 (Aalen, Gaildorf, Neresheim, Ellwangen) und das Zentrum.